# 阿丁顿宫

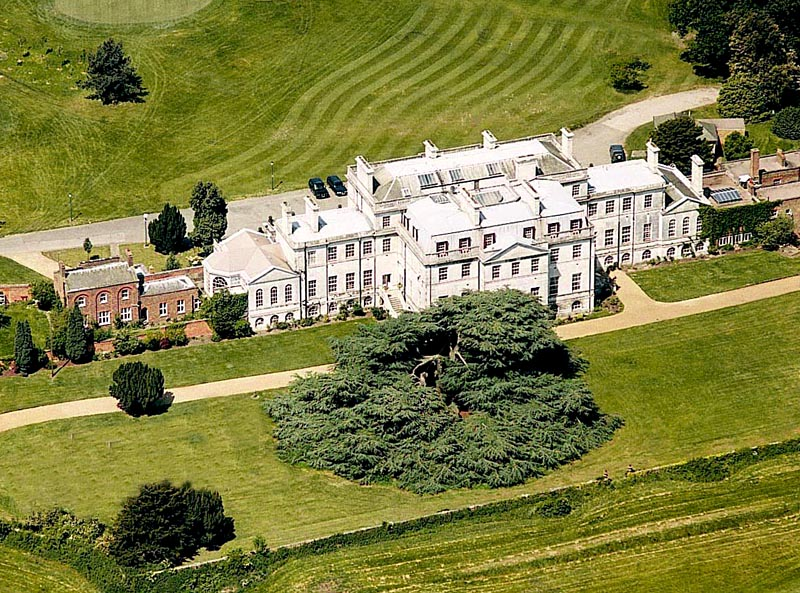
阿丁顿宫

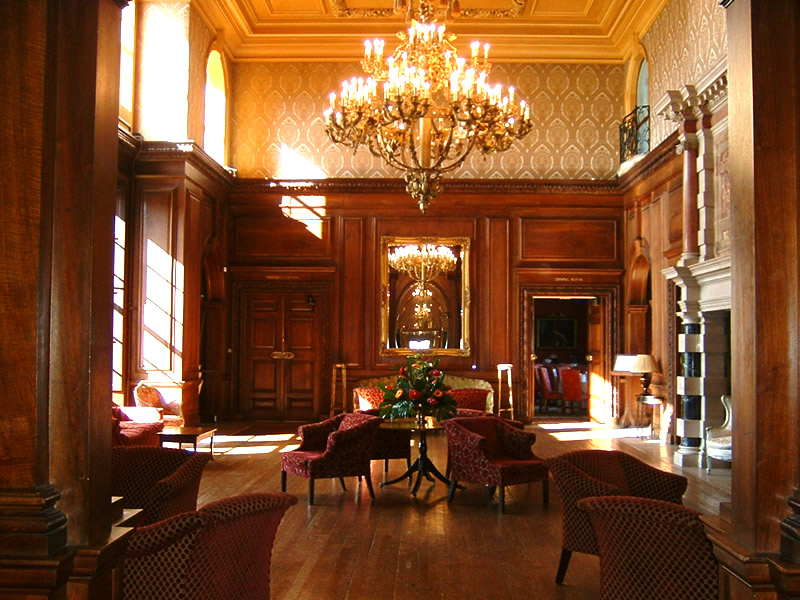
大厅

阿丁顿宫（Addington Palace）是英国伦敦克罗伊登阿丁顿的一座庄园，18世纪建造，建在一座16世纪庄园的旧址上，1807年至1897年间是坎特伯雷大主教的夏宫，共有六任大主教在此居住。它于1951年成为II*登录建筑。1953年至1996 年间由皇家教会音乐学校占用，目前则主要作为婚礼和活动场所使用。